# Cholet-Pays de Loire 1997
La Cholet-Pays de Loire 1997, ventesima edizione della corsa e valida come evento del circuito UCI categoria 1.2, fu disputata il 23 marzo 1997 su un percorso di 202 km. Fu vinta dall'estone Jaan Kirsipuu che giunse al traguardo con il tempo di 4h56'25" alla media di 40,888 km/h.

## Ordine d'arrivo (Top 10)
| Pos. | Corridore          | Squadra         | Tempo    |
| ---- | ------------------ | --------------- | -------- |
| 1    | Jaan Kirsipuu      | Casino          | 4h56'25" |
| 2    | Lauri Aus          | Casino          | a 2"     |
| 3    | Ludovic Auger      | BigMat          | a 4"     |
| 4    | Franck Bouyer      | Franç. des Jeux | a 20"    |
| 5    | Benoît Salmon      | Lotto           | a 26"    |
| 6    | Karl Pauwels       | Palmans         | a 40"    |
| 7    | Christophe Mengin  | Franç. des Jeux | a 50"    |
| 8    | Arnaud Prétot      | GAN             | a 52"    |
| 9    | Niko Eeckhout      | Lotto           | a 55"    |
| 10   | Jean-Jacques Henry | BigMat          | s.t.     |